# Sóly
Sóly là một thị trấn thuộc hạt Veszprém, Hungary. Thị trấn này có diện tích 10,28 km², dân số năm 2010 là 482 người, mật độ 47 người/km².